# Jan Łoś

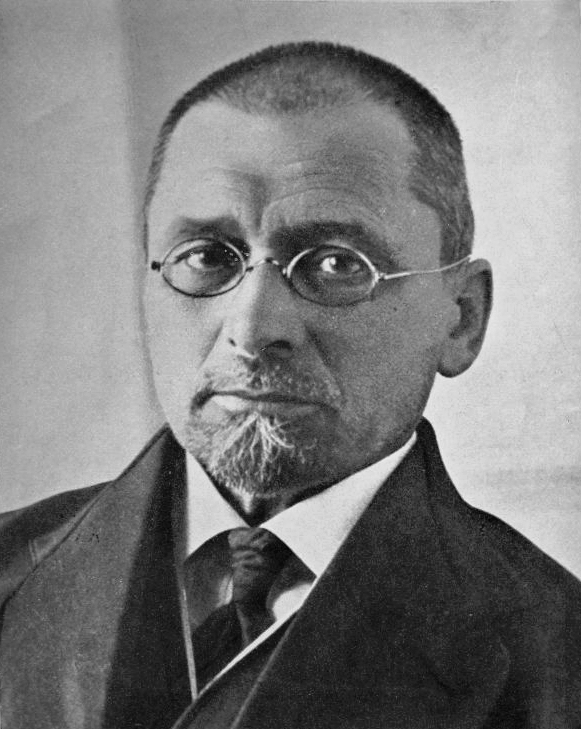

Jan Łoś, född 14 maj 1860 i Kraków, död 10 november 1928, var en polsk språkforskare.
Łoś blev efter studier vid Sankt Petersburgs universitet och utländska studier (för bland andra Vatroslav Jagić, Karl Brugmann, August Leskien och Johannes Schmidt) professor i slavisk filologi vid Jagellonska universitetet i Kraków.
Łoś författade en mängd arbeten rörande polsk fonetik och polsk språkhistoria, utgav äldre polska texter (av Mikołaj Rej och Andrzej Zbylitowski) samt Berichtigungen zum Reimser Evangelium (i "Archiv für slavische Philologie", IX). Tillsammans med Jan Aleksander Karłowicz var han huvudredaktör för den stora polska ordboken "Słownik gwar polskich" samt medarbetare i den av Krakóws vetenskapsakademi utgivna ordboken över det äldre polska språket.